# ابوهاشم حنفیه

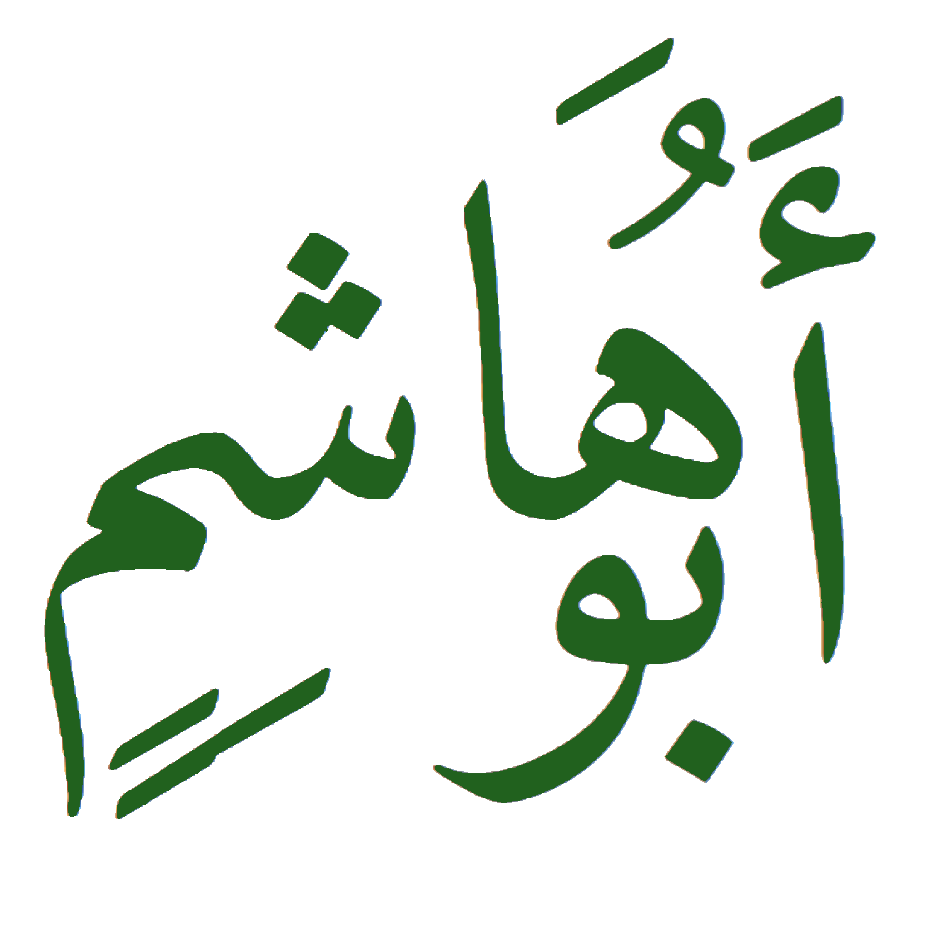
‌‌

ابوهاشم عبدالله بن محمد حنفیه فرزند محمد حنفیه و امام جماعتی از شیعیان موسوم به هاشمیه بود. پس از آنکه محمد حنفیه درگذشت، گروهی از پیروان او بر این باور شدند، که محمد حنفیه به غیبت رفته‌است و روزی باز خواهد گشت و عدل و داد را برقرار خواهد ساخت. آن گروهی که به فوت محمد حنفیه قائل بودند، رو به ابوهاشم آورند. این گروه از شیعه را هاشمیه می‌گفتند. ابوهاشم در سال ۹۸ ه‍.ق (۷۱۷ م) در حمیمه فلسطین درگذشت. پس از او پیروان او به چندین فرقه تقسیم شدند.
پس از مرگ او، عباسیان ادعا کردند که ابوهاشم در بستر مرگ، پسر عموی دور خود، محمد بن علی بن عبدالله بن عباس  را به امامت معرفی کرده. پسر این مرد، عبدالله نام بود که همان سفاح، اولین خلیفه عباسی شد و فرقه کیسانیه را که عموی بزرگ او محمد بن حنفیه را به عنوان امام شناخته بود رد کرد و از اینجا درگیری عباسیان با امامان شیعه آغاز شد. پسر دیگر محمد  منصور دوانقی دومین خلیفه عباسی شد.